# Espanha nos Jogos Olímpicos de Inverno de 1992
A Espanha competiu nos Jogos Olímpicos de Inverno de 1992, realizados em Albertville, França.